# Урызмаг
Урызма́г (ирон. Уырызмæг, дигорск. Орæзмæг, Урузмæг, карач-балк. Ёрюзмек) — герой осетинского и карачаево-балкарского нартского эпоса. У осетин сын Ахсартага и Дзерассы, брат-близнец Хамыца. Шатана — сестра (от другого отца) и жена Урызмага. У карачаевцев и балкарцев центральная фигура эпоса, предводитель нартов, родившийся из упавшей на землю кометы, выросший среди людей и затем вновь вернувшийся на небо.

## Мифология
Урызмаг происходил из рода Ахсартагката (Æхсартæггатæ) — военных вождей в обществе нартов. Урызмаг — один из самых знатных нартов, ему посвящены многие сказания.
За Урызмага вышла замуж Шатана. Она обманула Урызмага, притворившись его первой женой Елдой (в других версиях сказания у Урызмага не было жены, а Шатана, достигнув совершеннолетия, заявила, что будет его женой). У Урызмага был безымянный сын, который помог ему одолеть мифических существ в стране Терк-Турк.
Гармоничные отношения Урызмага и Шатаны помогают им занять достойное место в «престижной экономике» нартовского общества. Им посвящён один из основных четырёх циклов эпоса, но упоминаются они и в других циклах. «Отношения их друг к другу проникнуты неизменной любовью и заботой».
По мнению выдающегося осетиноведа В. И. Абаева, миф об Урызмаге и Шатане — это обросший позднейшими наслоениями миф о первой человеческой или божественной паре.
Когда Урызмаг постарел и перестал участвовать в военных походах, нартовская молодёжь перестала уважать его, а некоторые смеялись над ним. Этот мотив имеет параллели в быте скифов и алан — по свидетельству Аммиана Марцеллина, у алан «считается счастливым тот, кто испускает дух в сражении, а стариков или умерших от случайных болезней они преследуют жестокими насмешками, как выродков и трусов».

## Имя
Урызмаг (также в форме Урузмаг) популярное имя у осетин. Согласно Василию Абаеву, Урузмаг/Уæрæзмаг – восходит к иранскому waraza "кабан".